# Bruna de bosc
La bruna de bosc o bruna boscana (Pararge aegeria) és una espècie de lepidòpter papilionoïdeu de la família dels nimfàlids (Nymphalidae) freqüent als Països Catalans.

## Distribució i hàbitat
Està àmpliament distribuïda pel continent europeu, fins a la Transcaucàsia i Síria, incloses nombroses illes del Mediterrani (també present a les Illes Balears) i les illes Britàniques. És freqüent en llocs humits com boscos de ribera o zones de regadius, on creixin les plantes nutrícies adients per l'eruga, gramínies com l'agram (Cynodon dactylon), Holcus lanatus, agram prim (Elytrigia repens), entre d'altres. L'alimentació de l'eruga a base de "males herbes" ha fet que el nombre d'exemplars d'aquesta espècie baixi en algunes zones per l'acció humana en contra d'aquestes plantes. Tot i així es tracta d'una espècie prou comuna en hàbitats humits i fins i tot abundant en algunes zones.

## Descripció

### Adult
Als Països Catalans habita la subespècie aegeria, pròpia d'Europa meridional (excloent la regió balcànica). Envergadura alar entre 40 i 50 mm aproximadament. Anvers marró amb taques taronges exceptuant la zona basal. Ocel a l'àpex de les ales anteriors i tres més al submarge de les ales posteriors. Revers amb formes marrons imitant una fulla seca. Sense dimorfisme sexual destacable.
L'altra subespècie, Pararge aegeria tircis, habita l'Europa central i septentrional, i també Turquia i els Balcans. L'imago presenta les mateixes formes però amb tonalitats més clares fins a arribar a taques color crema en comptes de taronges.

### Eruga
L'eruga arriba als 27 mm. Cos verd grogós amb una ratlla verd fosca mig-dorsal i línies clares a cada costat; dues petites cues amb dos punts blancs; cap verd blavós.

## Període de vol
Segons l'altitud i la temperatura, dues o tres generacions a l'any. En zones amb climes benèvols es poden observar els primers exemplars a partir de finals de febrer fins ben entrat l'octubre.

## Comportament
Mostra un curiós comportament alimentari, ja que no acostuma a libar nèctar, sinó que se sent atreta per fruits o per les sals minerals del terra o dels excrements. Mascles amb tendències territorials. Es tracta d'una mala voladora, cosa que compensa oferint una bona cripsi: la seva coloració fosca amb tonalitats càlides imita el joc de llums i ombres del bosc. Hibernació com a larva o pupa.